# Château de Langin
La tour de Langin, restaurée, est le dernier vestige d'un ancien château fort, du XIIIe siècle, qui se dresse sur la commune de Bons-en-Chablais dans le département de la Haute-Savoie, en région Auvergne-Rhône-Alpes.

## Situation
La tour de Langin est située dans le département français de la Haute-Savoie sur la commune de Bons-en-Chablais, à 786 mètres d'altitude, sur un éperon rocheux contrefort nord-ouest de la montagne des Voirons, à l'extrémité d'une crête isolée par deux fossés. Elle est le dernier vestige d'un puissant château qui contrôlait l'accès au Chablais par la dépression qui s'étend entre les Voirons et le mont de Boisy.

## Historique
Le site sur lequel se dresse la tour de Langin a été fréquenté dès la Préhistoire et ensuite à l'époque gallo-romaine. Le lieu de Langin est cité en 1225 ; quant au château de Langin proprement dit, il est mentionné en 1229 (castrum). À cette époque, il est la possession des nobles de Langin, famille citée depuis 1113, vassal des sires de Faucigny mais que disputent les comtes de Genève.
En 1179, le château est incorporé au comté de Genève et inclus dans la châtellenie de Ballaison. Sa position, à la limite des possessions des sires de Faucigny et des comtes de Genève, fera l'objet de contestations répétées en 1179, 1250 et 1282. En 1286, c'est le comte de Savoie Amédée V qui fait occuper pendant une semaine par vingt clients, dont des arbalétriers, la maison forte d'Aymon de Langin.
Dans une charte du 14 juin 1294, « Rodolphe de Langin et Jean, son frère, reconnaissent tenir en fief, et à raison du château de Langin, d'Amédée, comte de Genève, la maison, les terres, les hommes, les censés et tout ce qu'ils possèdent ou perçoivent à Veigy, au pied du coteau de Boisy, à une lieue au sud-est de Douvaine ». Est témoin Guillaume Mallessena, dit Martin, abbé de Filly. L'acte est reçu par Nicolas d'Allinge-neuf, notaire.
En 1401, à la suite de l'achat du comté de Genève par Amédée VIII de Savoie, la famille de Langin passe sous la suzeraineté de la maison de Savoie. En 1451, Louis de Langin fonde le sanctuaire de Notre-Dame des Voirons, et en 1456, il y installe des ermites avant de s'y retirer à la fin de sa vie.
En 1509, le château passe à la famille d'Allinges, par le mariage de Marie de Langin, dernière du nom, avec Jean d'Allinges. La famille d'Allinges-Coudrée le conservera jusqu'en 1840 ; il est alors en ruine car détruit en 1591, sur ordre du Conseil du Genevois, lors des conflits entre Genève et la Savoie. Seul a subsisté le donjon.
Au XXe siècle, le Dr Jacques Miguet († 1985), maire de Douvaine, conseiller général et régional, restaure le donjon.

## Description
Le château occupait une large plate-forme ovale isolée par un double fossé d'une vingtaine de mètres de largeur.
Le château de Langin se présentait sous la forme d'une enceinte polygonale longue de 42 mètres enchemisant une tour maitresse circulaire isolée (restaurée) de 6,90 mètres de diamètre, voutée à son sommet, qui fut vraisemblablement érigée dans le deuxième quart du XIIIe siècle. Elle est caractéristique des tours rondes introduites à cette époque en Savoie.
Les murs de l'enceinte datés de la fin du XIe siècle sont conservés sur plus de 40 mètres de long et présentent un appareil en arête-de-poisson qu'encadrent des assises en plaques de grès et d'importants fossés étagés sur quatre niveaux qui remonteraient à l'époque préhistorique.

## Terre de Langin
La Terre de Langin (Albergum Langini) est constituée des paroisses de Bons, Brens, Brenthonne, Fessy, Lully, Machilly, 
Saint-Cergues et Saint-Didier.

## Galerie de photos

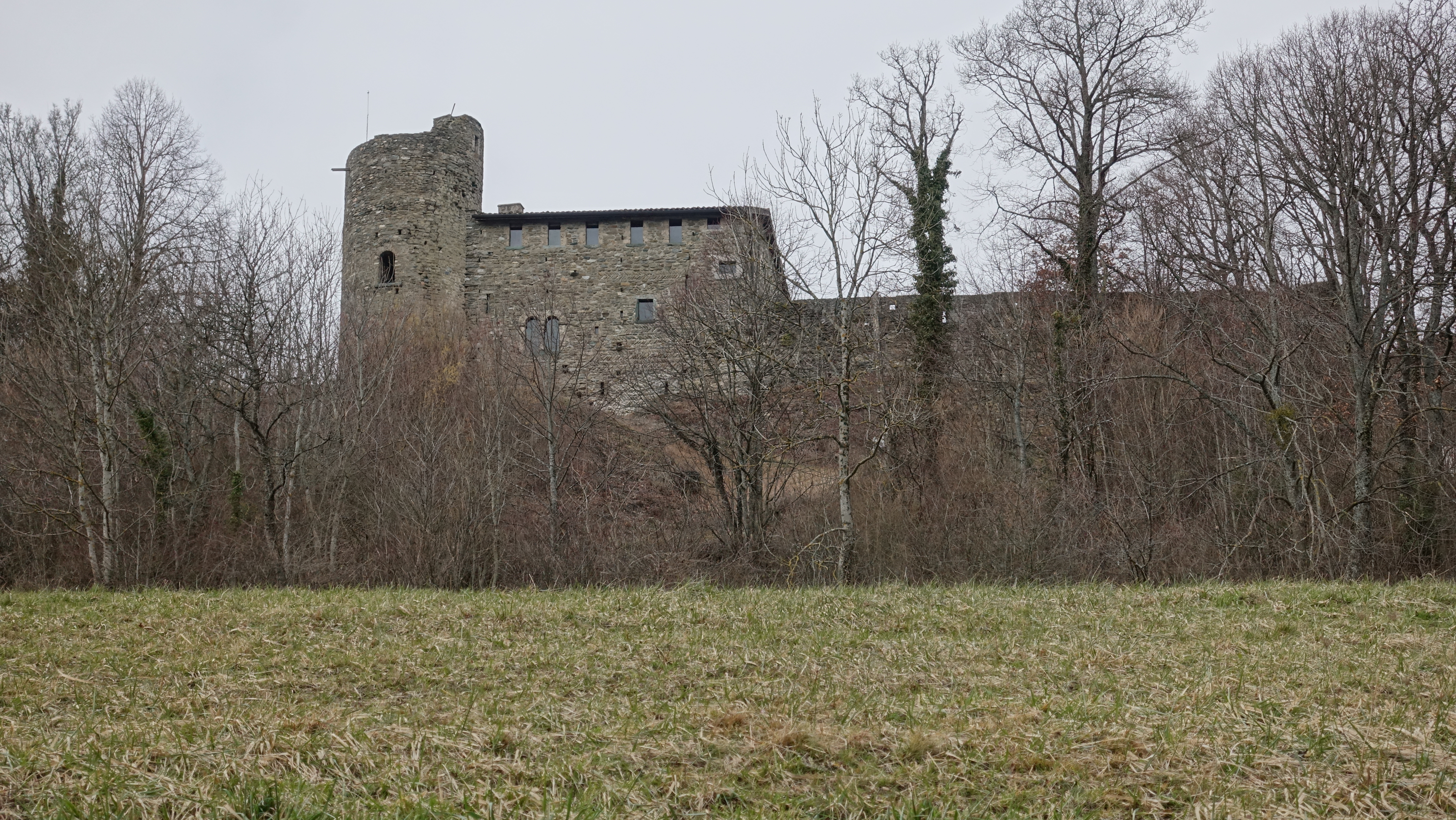
Château de Langin
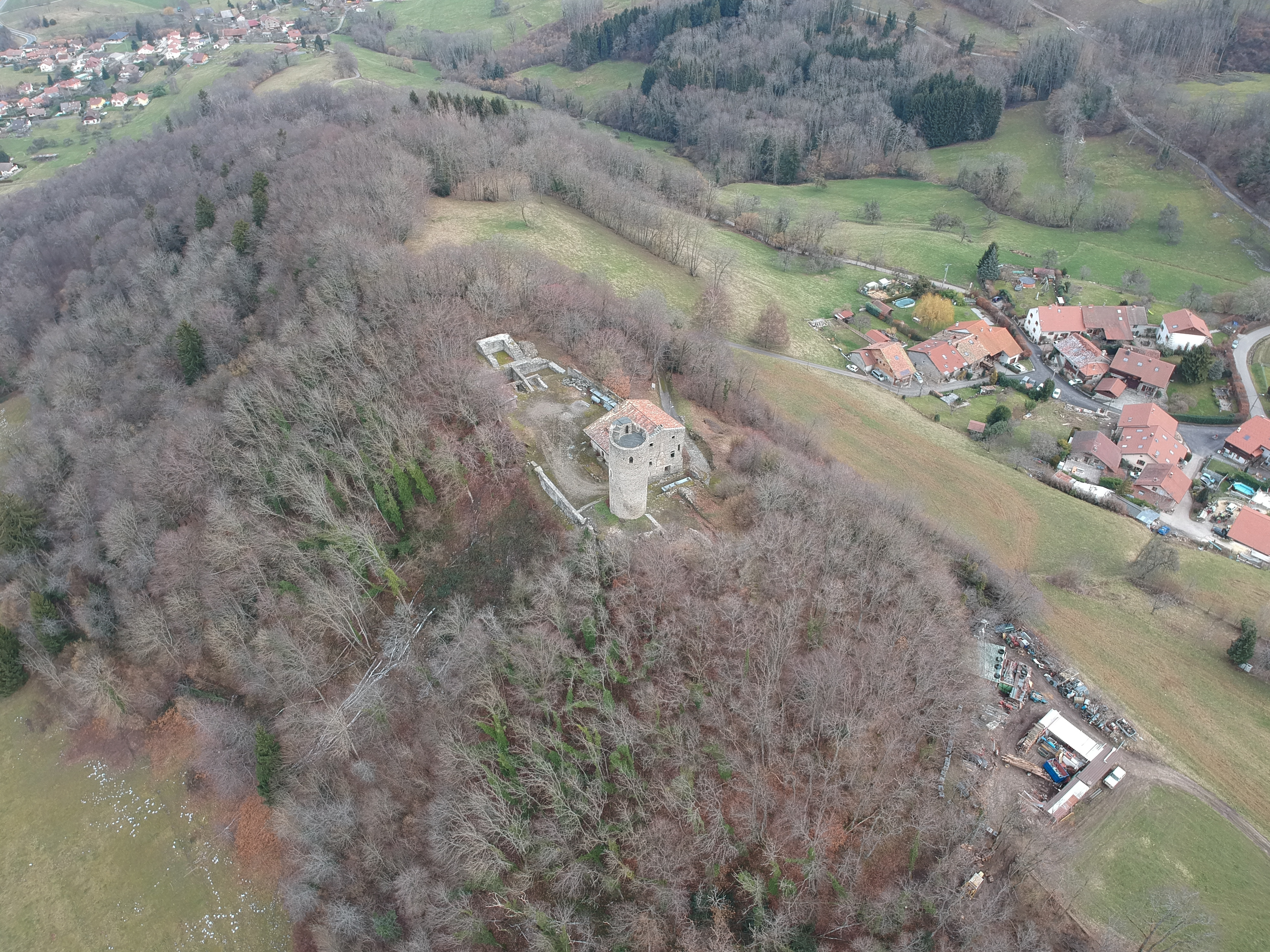
Vue aérienne
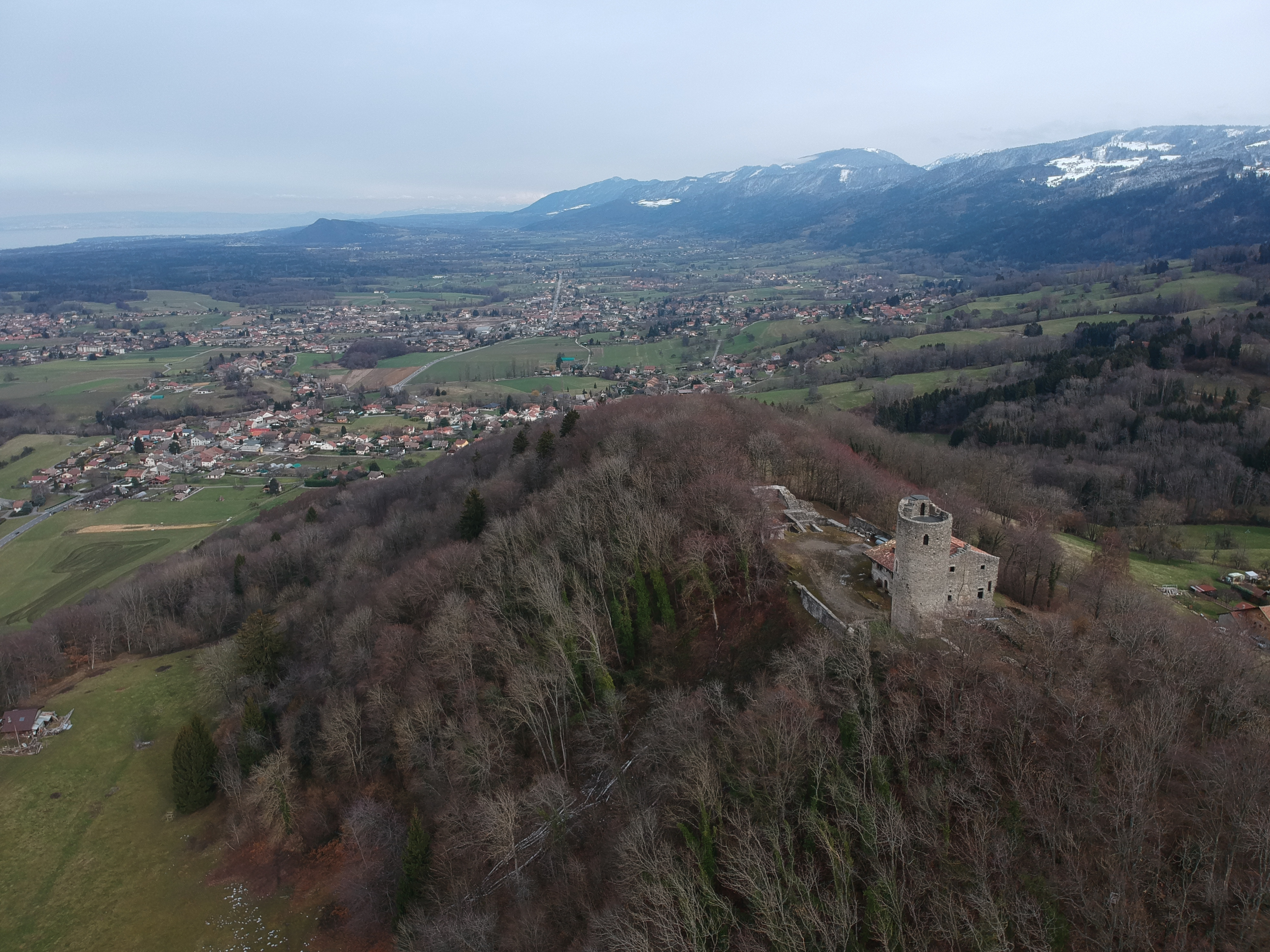